# Alan McLean

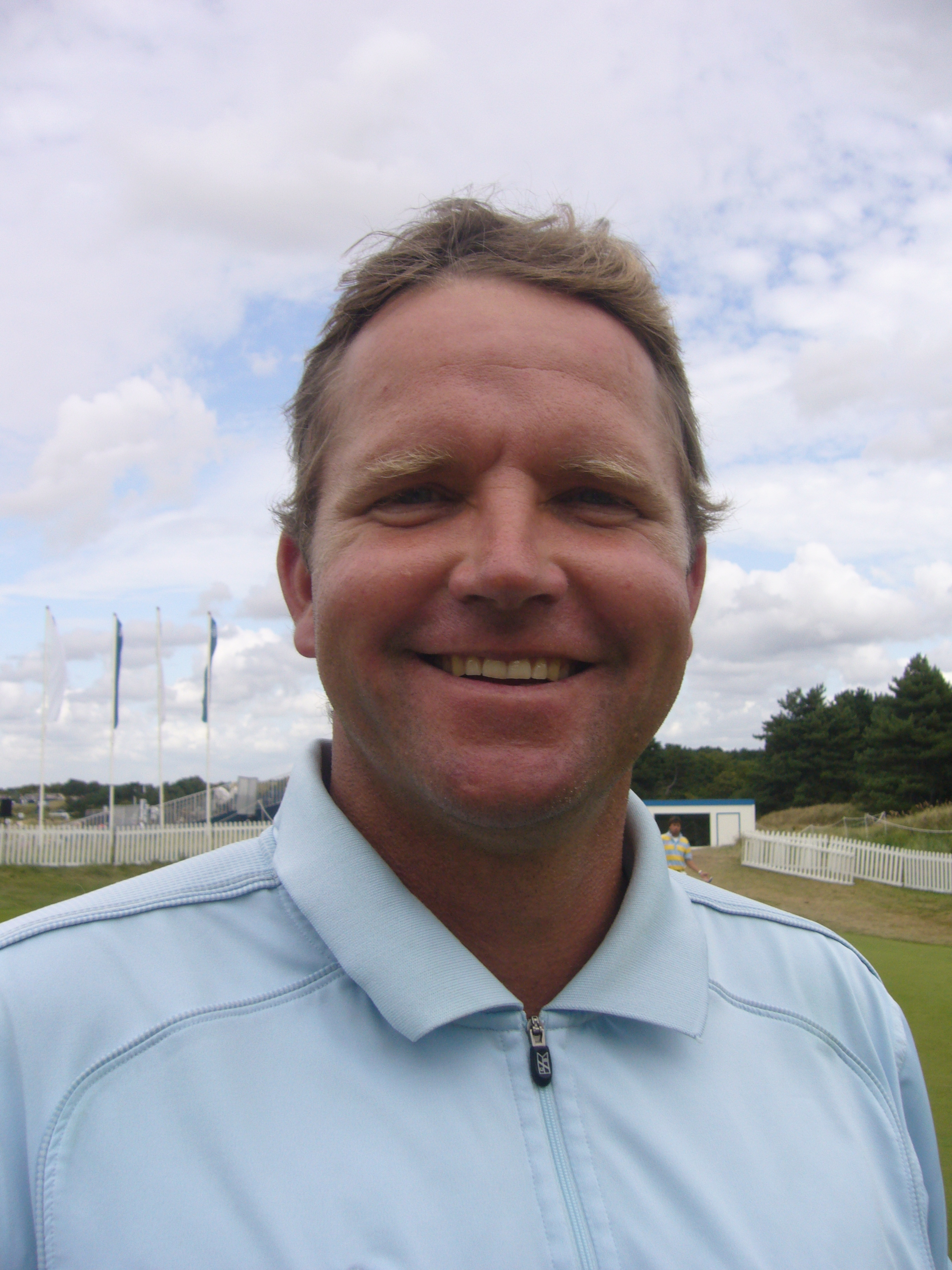
Alan McLean in 2009

Alan McLean (Clydebank, Glasgow, 27 september 1970) is een Schots golfprofessional.
Hoewel hij in Schotland werd geboren, groeide hij op in Zuid-Afrika. Daar begon hij op zijn achtste als caddie voor zijn vader. Pas na zijn militaire dienst besloot hij het serieus aan te pakken en er zijn beroep van te maken.
McLean woont in London (Canada) met zijn vrouw, dochter en zoon.

## Professional
McLean, die in 1995 professional werd, heeft sinds 2006 op de Europese PGA Tour gespeeld. In 2008 kreeg hij een blessure aan zijn voet, zodat hij de eerste toernooien van 2009 mocht gebruiken om zijn spelerskaart te verlengen. Zijn eerste toernooi was het Alfred Dunhill Championship in Zuid-Afrika, waar hij 6de werd. In Canada en Zuid-Afrika haalde hij vijf top-10-plaatsen. In augustus speelde hij op het KLM Open.
McLean ambieert ooit de Ryder Cup te spelen en houdt voor dat doel zijn Schotse nationaliteit. 

### Gewonnen
- 1998: Vodacom Series: Western Cape (ZA)
- 2006: Dimension Data Pro-Am (ZA)